# 蘇爾 (瑞士)

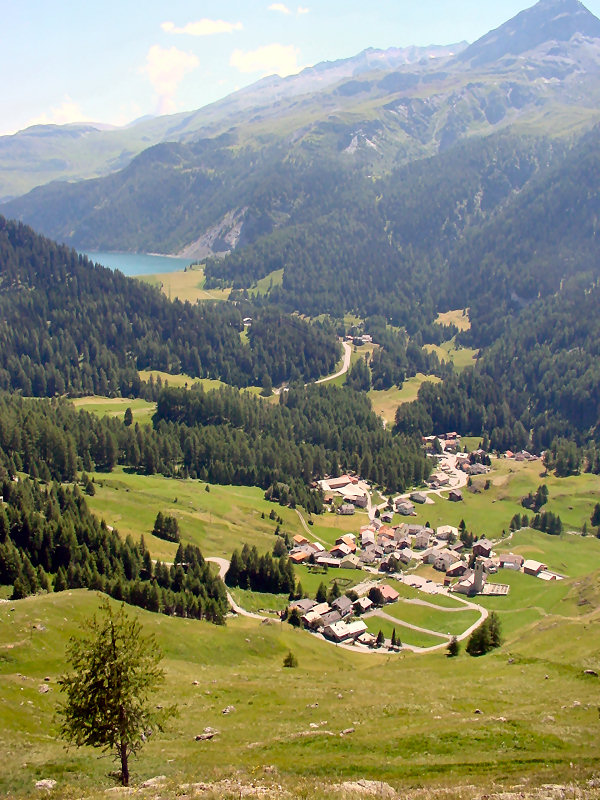

蘇爾是瑞士的城鎮，位於該國東部，由格勞賓登州負責管轄，面積23.22平方公里，海拔高度1,530米，2011年人口90，七成半居民使用羅曼什語，人口密度每平方公里4人。

## 外部連結
- Official website （德文）